# Ascobolus crenulatus
Ascobolus crenulatus är en svampart som beskrevs av P. Karst. 1868. Ascobolus crenulatus ingår i släktet Ascobolus och familjen Ascobolaceae.  Arten är reproducerande i Sverige. Inga underarter finns listade i Catalogue of Life.